# Jouy-Mauvoisin
Jouy-Mauvoisin är en kommun i departementet Yvelines i regionen Île-de-France i norra Frankrike. Kommunen ligger i kantonen Bonnières-sur-Seine som tillhör arrondissementet Mantes-la-Jolie. År 2022 hade Jouy-Mauvoisin 564 invånare.

## Befolkningsutveckling
Antalet invånare i kommunen Jouy-Mauvoisin
| Referens: INSEE |